# Keaton Parks
Keaton Parks, né le 6 août 1997 à Plano, est un joueur international américain de soccer. Il joue au poste de milieu de terrain au New York City FC en MLS.

## Biographie

### En club
Il joue son premier match en pro avec le Varzim SC le 4 septembre 2016, contre le CD Aves. 
Le 25 juillet 2017, il s'engage avec le Benfica Lisbonne. 
Le 19 janvier 2019, il est prêté pour une saison au New York City FC. Après avoir été transféré définitivement au club new-yorkais, il y remporte les premiers trophées de sa carrière avec la Coupe MLS en 2021 puis la Campeones Cup en 2022.

### En sélection
Il débute avec les États-Unis le 28 mai 2018, lors d'une rencontre amicale contre la Bolivie, en entrant à la 61e minute minute de jeu, à la place de Joe Corona (victoire 3-0).

### Palmarès
New York City FC
- Vainqueur de la Coupe MLS en 2021.
- Vainqueur de la Conférence Est de la MLS en 2021.
- Vainqueur de la Campeones Cup en 2022.